# M/S Veslekari
Dele af denne tekst er oversat fra den norske artikel
Veslekari (1918–61) var en norsk ishavsskude. Hun var, næstefter skonnerten Fram, ishavsskuden Maud og jagten Gjøa, Norges stærkest byggede træskib, da det blev bygget i 1918 for rederiet Winge & Co. (Kristiania/Oslo) af Christian Jensen (bådbygger). Han konstruerede også søsterskibet D/S Vesleper som blev bygget hos  Jacob M. Iversens værft i Son samme år.
Noget af byggematerialet var til overs fra Roald Amundsens skib Maud som var bygget samme sted året før. Skibet blev bugseret til Skiens Verksteder A/S for montering af den tocylindrede compundmaskine på 357 HK, samt rigning som galease med stormsejl, mesan, fok og klyver. Den var 134 fod lang, 27 fod bred og var på 282 BRT. Første sejlads var den 3. marts 1919.
Begge skibene blev brugt av Winges underselskab A/S Freda, men trods en aftale med russerne i 1923, afviklede Winge ishavsfangsten i 1927. "Veslekari" blev solgt til DS Furenak ved Elling Aarseth i Ålesund og gik til Hvidehavet med Hans Rekdal som skipper. Den blev lejet af redaktør ved Aftenposten, Frøis Frøisland, til eftersøgningen af den forsvundne Roald Amundsen 1928 og ved evakueringen af den jordsskælvsramte ø Jan Mayen i 1936. I 1931 blev den lejet ind til Østgrønland af den amerikanske polar- og havforsker Louise Boyd, med Paul Lillenes som skipper, og 1933, 1937 og 1938 med Johan Olsen som skipper. De tre sidste benyttede moderne ekkolod av en type som senere blev produceret under navnet "Veslekari Ekkolodd". Olsen førte skibet i maj 1939, lastet med Widerøes Waco-flyvemaskine for at redde greve Gaston Micard som var syg på Germania Land.
Med Johan P. Brandal som skipper var skibet under anden verdenskrig med i krigsbegivenheder. De blide passagerer Hans H. Engebrigtsen og Alf Sundt-Jacobsen fra Tromsø blev efter at Norge blev besat, fragtet via Svalbard til Østgrønland, men opdaget og sat af i en båd. De kom senere til flyveskolen Little Norway i Canada. Mens "Veslekari" lå i Vestisen besluttede besætningen og  besætningerne på andre skibe ved krigsudbruddet den 10. april 1940, at sænke den tyske sælfangerskude "Sachsen" som lå i samme område, skibet blev dog rømmet. For John Giæver ved Norsk Polarinstitutt fragtede hun så forsyninger og skjulte modstandsfolk til de overvintrene fangsmænd i Østgrønland. I 1941 genopførte besætningen vejrstationen på Jan Mayen. Med navnet "HMS Bransfield" blev hun i april 1943 forsøgt brugt af briterne i Operation Tabarin, men lækager gjorde den unyttig.
I sommeren 1946 blev skibet returneret til ejerne. Med ny 600 hk Crosley motor og to fod ekstra drog hun på sælfangerekspedition til Newfoundland i 1949, og ved Twillingate i samme område blev hun skruet ned den 7. april 1961. Skipper Peder A. Brandal og mandskabet blev efter fem timers vandring reddet av Polarbjørn
Læsere af Jørn Riels skrøner, vil i øvrigt genkende mange referencer til Veslekari i den norske skipper Olsens sælfangerskude Veslemari. Denne endte dog sine dage på bunden af en havn på Grønlands, såkaldte, banankyst (i skrønesamlingen Forliset).